# Cuyk

Wappen der Herren von Cuyk und Grave

Cuyk, auch Cuijk oder Kuik, ist der Name eines erloschenen niederländischen Dynastengeschlechts. Es nannte sich zunächst nach seinem Allodialbesitz in Geldermalsen van Malsen und nach der Übernahme der reichsunmittelbaren Herrschaft, Baronie oder Land Cuyk nach diesem Besitz. Seine Angehörigen erscheinen in den Quellen meist als Freiherren, teilweise auch als Grafen. Das Geschlecht war vom 12. bis zum 14. Jahrhundert einflussreich. Mitglieder der Familie waren in der Umgebung einiger Kaiser zu finden und standen in Konflikten mit den Grafen von Holland. Da die Familie zum Stiftsadel gehörte, kamen zwei Bischöfe und andere bedeutende Geistliche aus dem Geschlecht. Ihr Einfluss beruhte auf ihrem Allodialbesitz, Lehensbesitz, der Übernahme bedeutender Ämter und dem Zusammenhalt der Familie. Durch Heirat kam 1132 die Grafschaft Arnsberg im südlichen Westfalen an die Familie. Dort herrschte fortan die Nebenlinie Cuyk-Arnsberg. Insbesondere durch die Stärke der Herzöge von Brabant verlor der niederländische Familienzweig an Bedeutung und musste den Besitz zu Lehen nehmen.

## Besitz
Die Herren von Cuyk hatten umfangreichen Allodialbesitz im Gebiet zwischen Lek und Waal, konzentriert am Fluss Linge. Teile davon gingen später verloren. Die Güter, die die Grafen von Bentheim im 12. Jahrhundert bei Malsen und anderswo besaßen, stammten auf dem Umweg über die Grafen von Arnsberg von den Cuyks.
Die ihnen verliehene Grafschaft oder Herrschaft Cuyk, die Stadt Grave, der spätere Besitz Herpen und die Herrschaft Ravenstein lagen an der Maas zwischen Nijmegen und ’s-Hertogenbosch. Der Besitz Boxtel lag südlich von ’s-Hertogenbosch.
Die Herrschaft Cuyk, später als Baronie bezeichnet, wird als fruchtbar für den Getreideanbau mit Ausnahme von Weizen geschildert. An der Maas gab es gute Weiden. Aber ein Teil des Landes bestand aus Heide oder morastigem Torfland. Im 18. Jahrhundert war die Herrschaft in ein niederes Amt mit sechs Gerichten und insgesamt siebzehn Dörfern und ein oberes Amt ebenfalls mit sechs Gerichten und siebzehn Dörfern eingeteilt.

## Geschichte

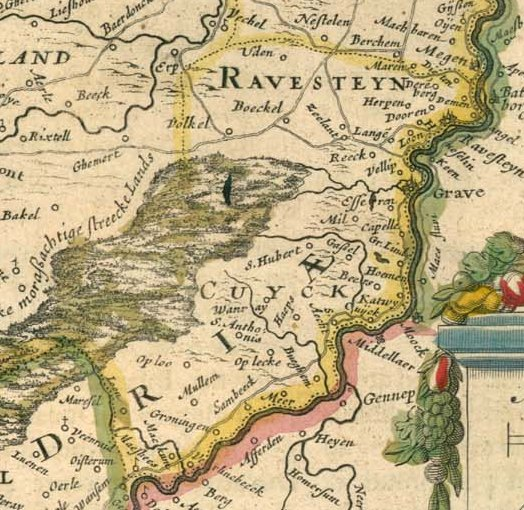
Karte der Herrschaften Cuyk und Ravenstein im 17. Jahrhundert

### Frühe Geschichte
Die frühe Geschichte des Geschlechts ist kaum überliefert. Unbelegt ist etwa die These, dass es von den Ezzonen abstammt. Nicht ganz klar ist daher die Herkunft von Hermann (I.) van Malsen († 1065, 1080 oder später). Er heiratete wahrscheinlich in erster Ehe Irmgard von Namur und in zweiter Ehe Ida von Boulogne. Sollte dies so sein, wäre die Familie sowohl mit den Herzögen von Lothringen wie auch von Brabant verwandt gewesen. Das Land Cuyk könnte der Familie von Heinrich IV. verliehen worden sein. Hermann führte Krieg gegen den Grafen Florenz I. von Holland. Bei einem Gefecht wurde letzterer getötet.

### Heinrich und seine Brüder
Auf Hermann folgte sein Sohn Heinrich (Hendrik) I. Dieser war mit Alveradis von Hochstaden verheiratet. Bereits 1129 gründete sie mit ihren Söhnen Gottfried und Hermann das Kloster Marienweerd. Dieses war das Mutterkloster des Klosters Wedinghausen, das von Heinrich I. von Arnsberg aus dem westfälischen Zweig der Familie gegründet wurde. Möglicherweise war Gottfried 1133 auch an der Gründung von Stift Clarholz beteiligt.
In die Generation Hermanns gehört auch Andreas, Sohn des „graven van Cucks … Hermeri“ (1127–1139) Bischof von Utrecht. Die Bischofswahl hatte er insbesondere dem späteren Kaiser Lothar III. zu verdanken, der so die Familie stärker an sich binden wollte. Auch der Einfluss von Norbert von Xanten dürfte für die Ernennung von Andreas, der als Anhänger der Kirchenreform galt, eine Rolle gespielt haben. Ein weiterer Sohn war Gottfried († nach 1135). Dieser war Propst in Xanten, daher auch meist als Gottfried von Xanten bezeichnet. Er war auch Propst von St. Severin in Köln. Im Jahr 1131 wurde er zum Kölner Erzbischof gewählt, wurde aber wohl auf Druck von König Lothar III. durch Bruno II. von Berg ersetzt.

### Hermann II. und Gottfried
Von den Söhnen Heinrichs setzte Hermann (II.) von Malsen die Reihe der Grafen von Cuyk fort. Sein Bruder Gottfried (1124–1167) heiratete die Erbtochter Ida der Grafschaft Arnsberg und war der Begründer der jüngeren Linie der Grafschaft Arnsberg. Aus der Ehe gingen später auch die Grafen von Rietberg hervor. Zusammen mit seinem Bruder Hermann diente er Kaiser Lothar verschiedentlich als Zeuge. Florenz der Schwarze, Sohn Florens’ II. von Holland und Neffe von Kaiser Lothar, hatte trotz eines kaiserlichen Friedensgebots auch die Cuyks und Bischof Andreas von Cuyk im Streit um Hand und Erbe der Heilwiwa von Rhoon angegriffen und wurde im Verlauf der Fehde wohl 1132 getötet. Der Kaiser ächtete daraufhin 1136 die Cuyks zeitweise, zog ihr Land ein und strafte auch den Bischof.
Nach dem Tod Lothars hielt sich Hermann zeitweise, etwa 1139 oder beim Hoftag 1142, in Köln im Umfeld des römisch-deutschen Königs Konrad III. auf. Auch auf dem Reichstag in Bamberg 1144 war er anwesend. Er bekam die Stadtgrafschaft von Utrecht verliehen. Wie sein Bruder stand Gottfried nach dem Tod Lothars in der Gunst Konrads III., der ihm den Bau einer Burg erlaubte. Zusammen mit seinem Bruder Hermann nahm er 1145 am Landtag in Utrecht teil. Beide dienten dabei als Zeugen für die königlichen Urkunden. So bezeugten sie das Immunitätsprivileg für das Kloster Werden. Ebenso anwesend waren sie beim Aufenthalt Konrads III. zu Weihnachten 1145 in Aachen. Dort waren sie auch beim Königsbesuch im folgenden Jahr anwesend. Im Jahr 1147 waren die Brüder bei der Krönung des Königssohnes Heinrich dabei. Auch beim Hoftag 1151 in Köln werden sie in der Umgebung Konrads III. genannt. Ein Enkel von Hermann und Sohn von Heinrich war Arnold von Cuyck, der die Burggrafschaft Utrecht 1220 an den dortigen Bischof verkaufte.

### Heinrich II. und Bischof Albert

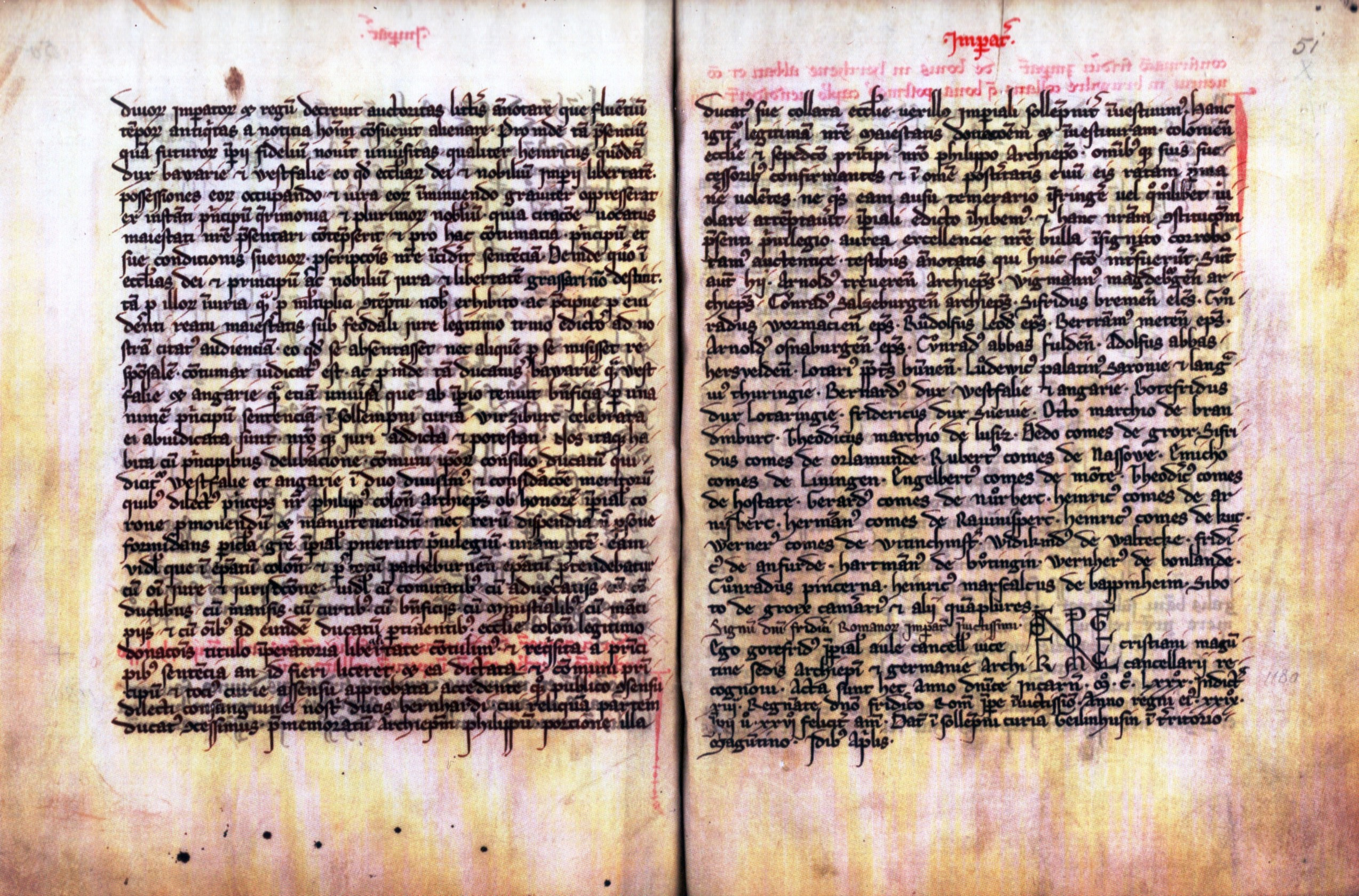
Als Zeuge wird Heinrich II. in der Gelnhäuser Urkunde genannt

Nachfolger Hermanns II. wurde Heinrich II. († 1204). Dieser heiratete Sophie, die Erbin von Herpen. Er verkaufte 1192 seinen Allodialbesitz Erx und nahm ihn wie auch die Einkünfte aus weiterem Besitz von Brabant zu Lehen. Für die Bedeutung des Hauses in dieser Zeit spricht, dass Heinrich 1180 Zeuge war, als Friedrich I. auf dem Hoftag zu Gelnhausen Heinrich dem Löwen die Herzogtümer Bayern und Westfalen-Engern entzog. Er war auch neben Heinrich von Brabant der einzige weltliche Herr neben verschiedenen Bischöfen und Äbten, die 1188 Innozenz III. die Wahl von Otto IV. anzeigten. Er schloss sich 1189 dem Dritten Kreuzzug an und wird teilweise sogar zu dessen Führern gerechnet. Im Jahr 1200 wurde er vom Grafen von Holland während einer Fehde gefangen genommen. 
Ein weiterer Sohn Hermanns II. war Albert, von 1194 bis 1200 Bischof von Lüttich. Er kam erst nach schwierigen Auseinandersetzungen in sein Amt. Offenbar im Gegensatz zu seiner Verwandtschaft unterstützte er im Thronstreit Philipp von Schwaben. In seine Zeit fällt die Vergrößerung der Stadt Lüttich und die Gewährung erster bürgerlicher Privilegien. Nach dem Tod von Albert († 1233), Nachfolger Heinrich II., kam es zur Bildung verschiedener Linien.

### Johann I.
Heinrich III. setzte die Linie Cuyk fort. Dessen Sohn Johann I. (Jan) war in erster Ehe mit Johanna Erbin von Gimnich und Herrin von Hogstraten verheiratet. Dadurch kam Hogstraten in den Besitz der Familie. In zweiter Ehe war er mit Jutta von Nassau verheiratet. Er kämpfte in der Schlacht von Worringen 1288. Er wurde als Held und einer der schönsten Ritter beschrieben.

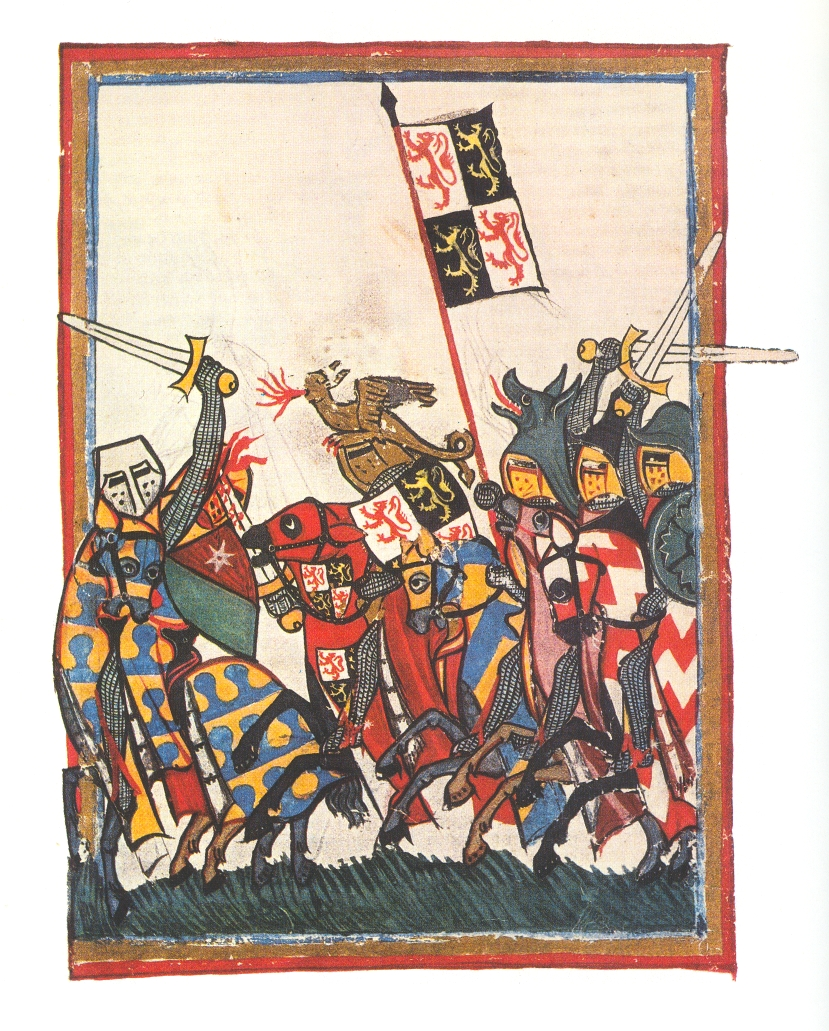
Johann von Brabant in der Schlacht von Worringen. In seinem Gefolge befand sich auch Johann von Cuyk.

König Albrecht machte ihn zu einem der Schiedsrichter im Streit zwischen dem Erzbischof von Köln und den Grafen von der Mark um die Rechte an verpfändetem Königsbesitz unter anderem der Grafschaft Dortmund. Er kämpfte unter anderem als Verbündeter des münsteraner Bischofs Otto III. von Rietberg und der Grafen von der Mark gegen Erzbischof Wigbold von Holte von Köln. Johann I. war 1294 einer der Beauftragten von Adolf von Nassau bei dessen Bündnisverhandlungen mit Eduard I. von England. Adolf bezeichnete ihn als „affinem nostrum.“ Ihm wurde wohl vorgeworfen, im Bündnis mit König Eduard für den Tod Florens’ V. von Holland 1296 verantwortlich gewesen zu sein. Einige neuere Forschungen kommen zum Ergebnis, dass er sogar der Kopf der Verschwörung war.

### Otto von Cuyk
Nach dem Tod Kaiser Heinrichs VII. unterstützte Otto von Cuyk den Thronbewerber Johann von Böhmen und stand damit im Gegensatz zum Kölner Kurfürsten Heinrich II. von Virneburg. Dabei spielte die Abneigung gegen den mächtigen Erzbischof ebenso eine Rolle wie die Zahlung von Geldern durch den Luxemburger. Auch später blieb er auf Seiten der Gegner des Erzbischofs und unterstützte Ludwig IV. Er verwandelte seine Allodbesitz in Grave und die dazugehörige Herrschaft 1321/1323 in ein brabantisches Lehen. Die Herrschaft Cuyk selbst behielt er als reichsunmittelbares Gebiet. Im Jahr 1338 war er beim großen Hoftag in Koblenz anwesend. Als Vertreter des Herzogs von Brabant hielt er hinter Kaiser Ludwig stehend ein blankes Schwert als Zeichen der Gerichtsbarkeit.

### Letzte Vertreter der Linie
Sein Bruder Johann II. von Hochstraten wurde nach dem Tod Ottos 1354 Dynast von Cuyk und wurde von Brabant mit Grave belehnt. Nach dem Tod Johanns II. († 1352) kam er zur Teilung in Hogstraten und Cuyk. Hogstraten wurde 1437 verkauft. Johann III. musste auch Cuyk von Brabant zu Lehen nehmen. Johann IV. starb kurz nach seinem Vater. Danach ging der Besitz auf Wennemar über. Gegen seinen Neffen Johann von Hogstraten konnte er den Besitz behaupten. Wennemar war Gefolgsmann von Brabant, während sein Sohn Johann, der eine Tochter von Wilhelm von Geldern geheiratet hatte, auf dessen Seite stand. In einer Fehde nahm er sogar seinen eigenen Vater gefangen und lieferte ihn zur Inhaftierung an den Herzog von Geldern aus. Bereits 1400 wurde der Besitz Cuyk an Geldern tauschweise abgetreten. Insgesamt erlosch die Linie nach 1492.

## Nebenlinien
Der erste Vertreter der Linie Herpen war Rainer Caspers, der die Erbin von Boxtel heiratete. Die Erbin von Herpen Marie von Cuyk heiratete Graf Johann von Valkenburg. Dadurch ging der Besitz auf die Familie von Valkenburg über. 
Erster Vertreter der Linie Leiden war Dietrich, der Christina, die Erbin der Burggrafschaft Leiden, heiratete. Der Nachkomme Burggraf Heinrich starb 1319. Die Erbin Berta von Cuyk heiratete Dietrich II. von Wassenaer.

## Weitere Entwicklung der Herrschaft Cuyk
Die Herrschaft Cuyk kam 1472 an Herzog Karl den Kühnen von Burgund und danach durch dessen Tochter Maria an Habsburg. Philipp II. belehnte 1559 Wilhelm I. von Oranien mit ihr. Später kam sie an den jeweiligen Erbstatthalter der Vereinigten Niederlande aus dem Haus Oranien. Der jeweilige Inhaber musste dem Rat von Brabant Lehnstreue schwören. Die Einkünfte lagen im 18. Jahrhundert bei beträchtlichen 80.000 Gulden im Jahr.

## Familienmitglieder
- Albrecht II. von Cuyk (* um 1134; † 1200), von 1195 bis 1200 Bischof von Lüttich.
- Andreas von Cuyk († 23. Juni  1139) war von 1128 bis 1139 Bischof von Utrecht.
- Gottfried von Xanten († nach 1135) war Propst sowohl von St. Severin in Köln wie auch des St.-Viktor-Stifts in Xanten sowie gewählter, aber nicht bestätigter Erzbischof von Köln.
- Gottfried von Cuyk († um 1154) war Burggraf von Utrecht und seit 1132 Graf von Werl-Arnsberg.